# گورام مینشویلی
گورام مینشویلی (گرجی: გურამ მინაშვილი؛ ۲۵ نوامبر ۱۹۳۶ – ۱ مارس ۲۰۱۵) ورزشکار بسکتبال اهل اتحاد جماهیر شوروی سوسیالیستی بود.
وی در مسابقات کشوری و بین‌المللی در مجموع برندهٔ ۳ مدال طلا، ۱ مدال نقره شده‌است.